# Nicola Di Gioia
Nicola Di Gioia (Andria, 13 maggio 1944 – Roma, 31 luglio 2017) è stato un attore italiano.

## Filmografia

### Cinema
- Sodoma e Gomorra, regia di Robert Aldrich (1961)
- Romolo e Remo, regia di Sergio Corbucci (1961)
- Barabba (Barabbas), regia di Richard Fleischer (1961)
- Giorno per giorno, disperatamente, regia di Alfredo Giannetti (1961)
- L'ultimo dei Vikinghi, regia di Giacomo Gentilomo (1961)
- Ponzio Pilato, regia di Gian Paolo Callegari e Irving Rapper (1962)
- Cleopatra, regia di Joseph L. Mankiewicz (1963)
- Angelica (Angélique, Marquise des Anges), regia di Bernard Borderie (1964)
- 002 agenti segretissimi, regia di Lucio Fulci (1964)
- Per un pugno di dollari, regia di Sergio Leone (1964)
- Sandokan alla riscossa, regia di Luigi Capuano (1964)
- Angelica alla corte del re (Merveilleuse Angélique), regia di Bernard Borderie (1965)
- Lo sparviero dei Caraibi, regia di Piero Regnoli (1965)
- Il tormento e l'estasi (The Agony and the Ecstasy), regia di Carol Reed (1965)
- 3 pistole contro Cesare, regia di Enzo Peri (1967)
- 2 once di piombo, regia di Maurizio Lucidi (1967)
- Un dollaro tra i denti, regia di Luigi Vanzi (1967)
- 1000 dollari sul nero, regia di Alberto Cardone (1967)
- Un poker di pistole, regia di Giuseppe Vari (1967)
- Non aspettare Django, spara, regia di Edoardo Mulargia (1967)
- Uno straniero a Paso Bravo, regia di Salvatore Rosso (1968)
- I contrabbandieri di Santa Lucia, regia di Alfonso Brescia (1979)
- Napoli... la camorra sfida, la città risponde, regia di Alfonso Brescia (1979)
- Giallo napoletano, regia di Sergio Corbucci (1979)
- La patata bollente, regia di Steno (1979)
- Una donna di notte, regia di Nello Rossati (1979)
- Io zombo, tu zombi, lei zomba, regia di Nello Rossati (1979)
- La tua vita per mio figlio, regia di Alfonso Brescia (1980)
- Mi faccio la barca, regia di Sergio Corbucci (1980)
- Napoli, Palermo, New York - Il triangolo della camorra, regia di Alfonso Brescia (1981)
- Il falco e la colomba, regia di Fabrizio Lori (1981)
- Delitto al ristorante cinese, regia di Bruno Corbucci (1981)
- Ti spacco il muso bimba, regia di Fabrizio Lori (1982)
- State buoni se potete, regia di Luigi Magni (1982)
- Le notti segrete di Lucrezia Borgia, regia di Roberto Bianchi Montero (1982)
- Il paramedico, regia di Sergio Nasca (1982)
- Assassinio al cimitero etrusco, regia di Sergio Martino (1982)
- Nerone e Poppea, regia di Bruno Mattei (1982)
- Banana Joe, regia di Steno (1982)
- Violenza in un carcere femminile, regia di Bruno Mattei (1982)
- Briganti, regia di Giacinto Bonacquisti (1983)
- Il padrone del mondo, regia di Alberto Cavallone (1983)
- King David, regia di Bruce Beresford (1985)
- I soliti ignoti vent'anni dopo, regia di Amazio Todini (1985)
- Gli extra..., regia di Francisco Josè Fernandez (1994)
- Una vita non violenta, regia di David Emmer (1999)
- 2012 - L'avvento del male (Megiddo: The Omega Code 2), regia di Brian Trenchard-Smith (2001)
- Snuff killer - La morte in diretta, regia di Bruno Mattei (2003)
- Il mio miglior nemico, regia di Carlo Verdone (2006)
- Un'estate al mare, regia di Carlo Vanzina (2008)
- Grande, grosso e... Verdone, regia di Carlo Verdone (2009)
- Io, loro e Lara, regia di Carlo Verdone (2010)
- Cacao, regia di Luca Rea (2010)
- Una cella in due, regia di Nicola Barnaba (2011)
- Manuale d'amore 2 - Capitoli successivi, regia di Giovanni Veronesi (2007)
- Manuale d'amore 3 , regia di Giovanni Veronesi (2011)
- Tutto molto bello, regia di Paolo Ruffini (2014)
- Ma tu di che segno 6?, regia di Neri Parenti (2014)

### Televisione
- Storia dell'emigrazione – serie TV (1967)
- Le storie di Mozziconi, regia di Paolo Fabbri – film TV (1983)
- Era mio fratello, regia di Claudio Bonivento – serie TV, 2 episodi (2007)
- L'onore e il rispetto – serie TV (2011)

### Videoclip
- Piotta (Max & Fox) 2000
- Meravigliosa (Francesco Renga) 2000